# Perdita sexfasciata
Perdita sexfasciata är en biart som beskrevs av Timberlake 1954. Perdita sexfasciata ingår i släktet Perdita och familjen grävbin. Inga underarter finns listade i Catalogue of Life.